# Бартеневы
Барте́невы  (в старину Бортеневы) — древний российский дворянский род.
При подаче документов (1686) для внесения рода в Бархатную книгу была предоставлена родословная роспись Бартеневых и две царские жалованные грамоты, древнейшая дана Матвею Стромилову Бартеневу (1501/03).

## Происхождение и история родов
Данило Бартенев упоминается в XIII веке в Волынской летописи.
Из жалованной грамоты Иоанна III его сыну, князю Юрию Ивановичу, на владение Дмитровым и Рузою (1503) видно, что в то время Демид Бортенев владел деревней Овсянниковою, а Рыжок и Иван — деревнями Ивановщиною и Шириповым.
Двадцать один Бартенев владел населенными имениями (1699).
Фамилия Бартеневых разделилась на несколько ветвей, связь между которыми трудно отыскать:
1. Первая начинает своё родословие с Ивана—Чулок Бартенева, жившего во второй половине XVI столетия. Потомки его служили в воеводах, дворянах московских и стольниках. Борис Иванович (Чулков сын), находился в составе русского посольства в плену в Польше, откуда освобожден по Деулинскому договору (1619). Пожалован за плен шубою и кубком, был у стола государева (в Гербовник не внесены).
2. Вторая — от Елевферия (Альферия) Бартенева, который упоминается в синодике опальных Иоанна Грозного. Иван Артемьевич за Чигиринский поход жалован вотчинами (1687), а Гавриил Артемьевич, за мир с Польшей жалован поместьями (1691). Эти Бартеневы служили в стряпчих, стольниках, затем в XVIII в. некоторые были в военной и гражданской службе. В XIX веке Феодосий Дмитриевич Бартенев был контр-адмиралом и во время осады Севастополя — комендантом северных укреплений. Владимир Иванович Бартенев (р. 1834) состоял сенатором. Вторая ветвь внесена в VI часть родословных книг Костромской и Московской губерний (Герб. Часть III. № 62).
3. Третья — от Семёна Бартенева, жившего в конце XVI веке. Внук его Иван Агапитович — галичский помещик (1646). Один из Бартеневых этой ветви, Петр Иванович, (род. 1 октября 1829), был известен как составитель и издатель «Русского архива». Род внесён в VI часть Костромской и Тамбовской губерний (Герб. Часть X. № 80).
4. Четвертая ветвь ведёт происхождение от Фатьяна Бартенева, жившего в конце XVI века (в Гербовник не внесены).
5. Родословие пятой ветви начинается с Ивана Бартенева, жившего также в конце XVI столетия; Ерофей Григорьевич жалован поместьями в Елецком уезде (1650) (в Гербовник не внесены).
6. От Василия Бартенева, жившего в первой половине XVII века, происходит шестая ветвь. Сильвестр Васильевич жалован поместьями в Курском уезде (1670), а его сыну Луке Сильвестровичу это поместье жаловано в вотчину (1703). Многие потомки этого рода записаны в однодворцы (в Гербовник не внесены).
7. Седьмая ветвь — относится к Костромскому дворянству и самая молодая: она происходит от Степана Бартенева, жившего в середине XVIII века (в Гербовник не внесены).

## Описания гербов

#### Герб. Часть III. № 62.
Герб рода Бартеневых: щит разделён горизонтально на две части, из которых в верхней части в голубом поле изображён перпендикулярно золотой меч, остроконечием положенный на серебряную луну. В нижней части, в золотом поле натянутый лук со  стрелой летящей вверх (польский герб Лук). Щит увенчан обыкновенным дворянским шлемом с дворянскою на нём короною и тремя страусовыми перьями. Намёт на щите  голубой подложенный  золотом.

#### Герб. Часть X. № 80.
Герб потомства Ивана Бартенева-младшего: щит разделён перпендикулярно на две части. В первой части в серебряном поле изображён лук с натянутой стрелой. Во второй части, в голубом поле золотой меч, остриём обращённый вверх. Щит увенчан дворянским шлемом и короною с тремя страусовыми перьями. Намёт на щите голубой, подложенный золотом и серебром.

## Известные представители
- Бартеневы Кирилл Макарьевич и Галактион Фомич — участники Колыванского похода (1540).
- Бартенев Иван Васильевич — воевода в походах: Казанском (1544), Шведском (1549), Полоцком (1551).
- Бартенев Афанасий — стрелецкий сотник в Крымском походе (1555).
- Бартенев Данила Никулич — полковой голова (1559), подписался на отказной грамоте о мире с Польшей (1566), дьяк в Новгороде (1571).
- Бартеневы — пять представителей рода подписались в поручной записи по боярину, князю Ивану Фёдоровичу Мстиславскому (1571).
- Бартенев Никита Юрьевич — помещик деревни Глухие Поля(ны) Заострожского стана (Тульский уезд, Тульская губерния) (1587—1589).
- Бартенев Петр Дмитриевич — рында у саадака в Серпуховском походе (1598).
- Бартенев Елизарий Данилович — воевода в Царёв-Борисове (1602).
- Бартенев Семен — воевода в Томске (1602—1614), объезжий голова в Москве (1617—1619).
- Бартенев Чулок — дьяк, воевода в Новгороде Великом (1610).
- Бартенев Пимен Иванович Грязный — пожалована вотчина за московское осадное сидение в Галицком уезде (1619), 2—й воевода в Великих Луках (1623), Тюмени (1625—1628).
- Бартенев Иван Иванович Чулок — пожалована вотчина в Галицком уезде (1622) за московское осадное сидение (1618).
- Бартенев Грязной — воевода в Великих Луках (1623), оставался в Москве при боярах (1624), воевода в Тюмени (1625—1628), дворянин московский в (1627—1640), делал в Москве острог от Москва-реки до Тверских ворот.
- Бартенев Авраам Иванович — оставался в Москве при боярах (1624), дворянин московский (1629—1636), на службе в Валуйках при размене с крымцами (1630).
- Бартенев Григорий Дмитриевич — дворянин московский, был у государева стола (1626).
- Бартенев Грязной Иванович сын Чулков — воевода в Томске (1627),
- Бартенев Иван — воевода в Кайгороде (1627).
- Бартеневы: Захар Семенович и Петр Тимофеевич — стольники патриарха Филарета (1627—1629).
- Бартенев Михаил Иванович — жилец, дворянин московский (1636—1658), ездил за царицею (1652).
- Бартенев Иван Елизарович — воевода в Кайгороде (1627), Мосальске (1633).
- Бартеневы: Дементий Андреевич, Борис Иванович, Григорий Фатьянович — убиты под Смоленском (1634).
- Бартенев Петр Борисович — стряпчий (1636—1658), ездил за царём (1651), за царицей (1652), дворянин московский (1662—1667).
- Бартенев Иван Петрович — стольник, ездил за государем (1676).
- Бартенев Евсей Пименович — воевода в Ростове (1678).
- Бартеневы; Борис и Григорий Захарьевичи — стряпчие (1682), стольники (1687—1692).
- Бартенев Иван Иванович — стряпчий (1683), стольник (1687).
- Бартенев Евсевий Грязново — дворянин московский, ездил за царицею (1688).
- Бартенев Никита Кондратьевич — стольник царицы Евдокии Федоровны (1692).
- Бартенев Петр Иванович — патриарший стольник (1692), стольник царицы Евдокии Федоровны (1694).
- Бартенев Артемий Иванович — воевода в Темникове (1666)[4][5][6].
- Бартенев, Владимир Иванович (1834—1911) — тайный советник, сенатор.
- Бартенев Илья Валерьевич (1997 - наши дни) — популярный реп исполнитель, путешественник.